# Roberto Gaúcho
Roberto Juceli Weber, mais conhecido como Roberto Gaúcho (Santa Rosa, 5 de Abril de 1968), é um treinador e ex-futebolista brasileiro que atuava como atacante.
Foi um dos maiores jogadores que atuaram com a camisa do Cruzeiro.

## Carreira

### Jogador
Quando jogador do Coritiba, marcou o terceiro gol no empate de 3 a 3 com o Colorado Esporte Clube (pelo Campeonato Paranaense de 1989). Este gol, marcado na tarde de 8 de julho de 1989, simbolizou o último sofrido pelo Colorado Esporte Clube, pois alguns meses depois o clube se fundiria com o Esporte Clube Pinheiros originaria o Paraná Clube.
No segundo semestre de 1990, foi contratado pelo Vitória por 2 milhões de cruzeiros, junto ao Criciúma.
Seu período de maior destaque foi no Cruzeiro, durante a década de 1990. Com a camisa celeste conquistou por duas vezes a Copa do Brasil. Teve, inclusive, papel fundamental em uma das mais emocionantes conquistas do Cruzeiro, na final contra o Palmeiras em 1996. O adversário tinha um elenco repleto de grandes nomes do futebol brasileiro como Rivaldo, Djalminha, Luisão, Muller, Cafu, entre outros, bem como o técnico Vanderley Luxemburgo. Em um lance sensacional, Roberto Gaúcho roubou a bola do volante Amaral, partiu para o ataque e fuzilou o goleiro Velloso, marcando o gol de empate do Cruzeiro no Parque Antártica. A partida caminhava para os pênaltis quando Roberto Gaúcho avançou pela esquerda e cruzou a bola na área para, após o goleiro não conseguir a defesa, Marcelo Ramos definir o placar da final e matar a esperança palmeirense naquela gloriosa noite.
Marcou também o primeiro gol da final da Copa do Brasil de 1993, vencida pelo Cruzeiro diante do Grêmio.
Sempre protagonista, marcou dois gols na final da Supercopa da Libertadores de 1992, vencida pelo Cruzeiro, e deu ainda uma assistência, esmagando no Mineirão o tradicional Racing da Argentina por 4–0.
Deu a assistência para o gol da partida entre Cruzeiro e São Paulo, levando a decisão da Copa Ouro de 1995 para os pênaltis, quando o time celeste conquistaria mais um importante título internacional.
O atleta conquistou ainda quatro títulos internacionais atuando como ponta esquerda no Cruzeiro. No clube, ficou conhecido como "Artilheiro das Decisões".
Encerrou sua carreira em 2000, aos 32 anos.

### Treinador
Iniciou sua carreira de treinador no final de 2003, no Joinville.
Em abril de 2005, assume o Caxias FC, de Joinville, na série A2 do Campeonato Catarinense.
No final de 2020, assume o Unai EC para a disputa do Candangão 2021.
Em maio de 2021, assumiu o Guarani-MG no Módulo 2 do Mineiro 2021.

## Títulos
Cruzeiro
- Copa Libertadores da América: 1997
- Supercopa Libertadores: 1992
- Copa Ouro: 1995
- Copa Master da Supercopa: 1995
- Copa do Brasil: 1993 e 1996
- Campeonato Mineiro: 1994, 1996 e 1997

Grêmio
- Campeonato Gaúcho: 1990

Coritiba
- Campeonato Paranaense: 1989

Vitória
- Campeonato Baiano: 1991

Joinville
- Campeonato Catarinense: 1987